# Taphozous australis
Taphozous australis là một loài động vật có vú trong họ Dơi bao, bộ Dơi. Loài này được Gould mô tả năm 1854.